# Tunesische Botschaft in Berlin

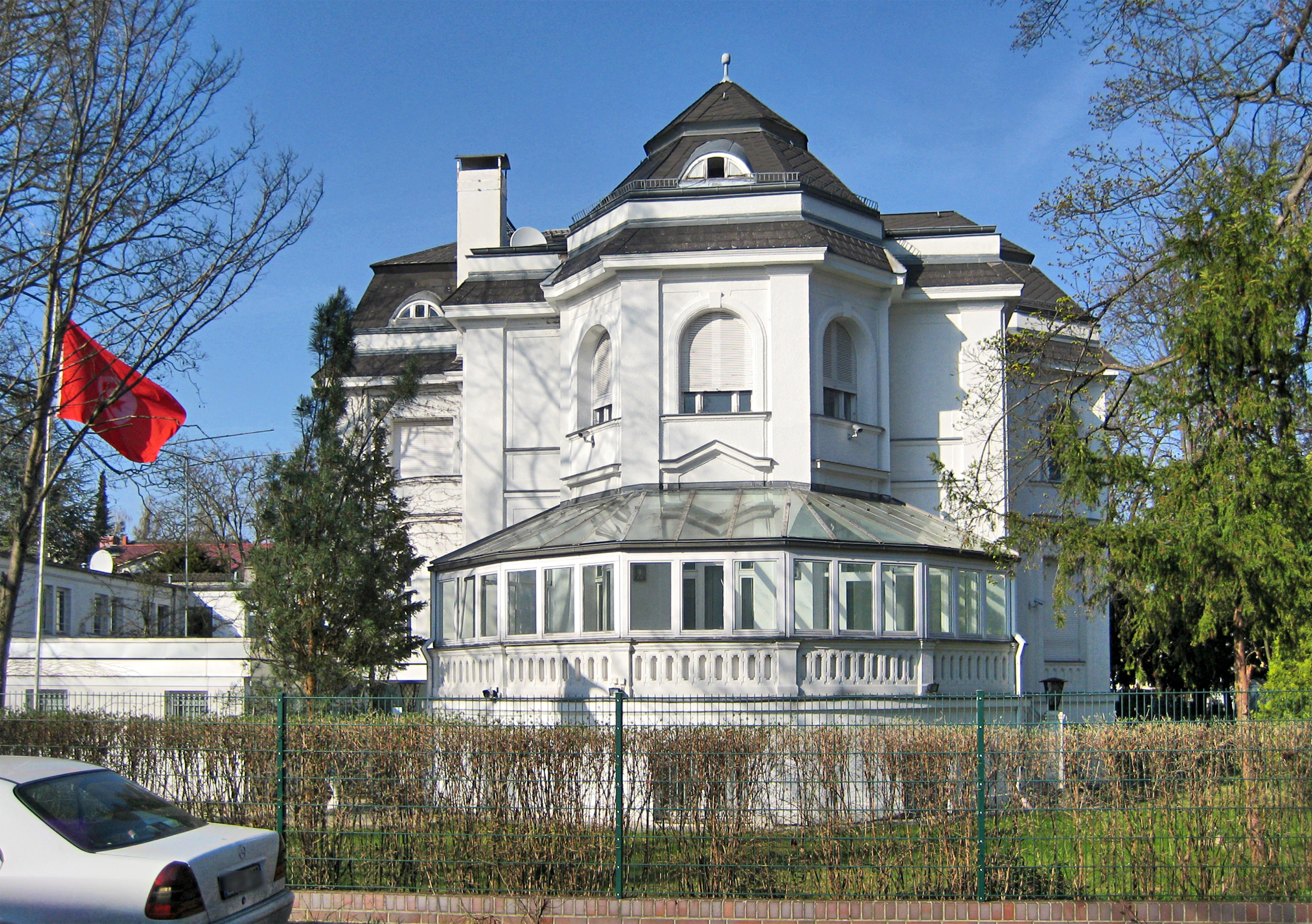
Botschaftsgebäude Lindenallee 16

Die tunesische Botschaft in Berlin ist die diplomatische Vertretung der Tunesischen Republik in Deutschland. Sie hat ihren Sitz in der Lindenallee 16 im Ortsteil Westend des Bezirks Charlottenburg-Wilmersdorf.
Botschafter ist seit dem 24. August 2023 Wacef Chiha.
Tunesien unterhält ein Generalkonsulat in Bonn sowie Konsulate in Hamburg und München.

## Geschichte der diplomatischen Beziehungen
Das ehemalige französische Protektorat Tunesien wurde am 20. März 1956 unabhängig.
Am 7. Dezember 1956 nahmen Tunesien und die Bundesrepublik Deutschland diplomatische Beziehungen auf. Die Botschaft hatte ihren Sitz in der Godesberger Allee 103 in Bonn-Bad Godesberg. Wegen des Umzugs von Bundestag und Regierung nach Berlin verlegte auch sie ihren Sitz in die neue deutsche Hauptstadt. Sie befindet sich in der Lindenallee 16 im Ortsteil Westend.
Seit dem 17. Dezember 1972 bestanden diplomatische Beziehungen zwischen Tunesien und der DDR. Sie endeten mit der deutschen Wiedervereinigung im Jahr 1990. Die Botschaft befand sich in der Straße Esplanade 12 im Stadtbezirk Pankow in Ost-Berlin.

## Aufgaben (Auswahl)
Die Botschaft verfügt über die Abteilungen Politik, Wirtschaft und Handel, Kultur, Wissenschaft, ein Büro für Presse- und Informationsarbeit und eine Konsularabteilung für die Bundesländer Berlin, Brandenburg, Sachsen, Sachsen-Anhalt und Thüringen.

## Botschafter (seit 2015)
- 2015, 17. Februar: Néjib Mnif[6]
- 2015, 30. November: Elyes Kasri[7]
- 2017, 27. November: Ahmed Chafra[8]
- 2020, 7. Dezember: Hanène Tajouri Bessassi[9]
- 2023, 24. August: Wacef Chiha[10]

## Gebäude
Die zweistöckige Villa in der Lindenallee 16 / Ecke Rüsternallee in Berlin-Westend wurde 1895–96 nach Plänen von Wilhelm Walther für den Verleger Rudolf Ullstein errichtet. Die 1916 von Max Landsberg und 1931 von Alfred Wiener vorgenommenen Umbauten bewahrten den historischen Charakter des Gebäudes. Beim Umbau zum Botschaftsgebäude von 2002 bis 2004 durch das tunesische Außenministerium erfolgte ein nachhaltiger Eingriff in Form eines sechseckigen Wintergartens.
Das Haus steht unter Denkmalschutz.